# 巴塔饶氏吸虫
巴塔饶氏吸虫（学名：Lutztrema bhattacharyai）为双腔科饶氏属的动物。分布于印度以及中国大陆的福建等地，营寄生生活。